# Quebrada de Los Sosa
Pour les articles homonymes, voir Quebrada.

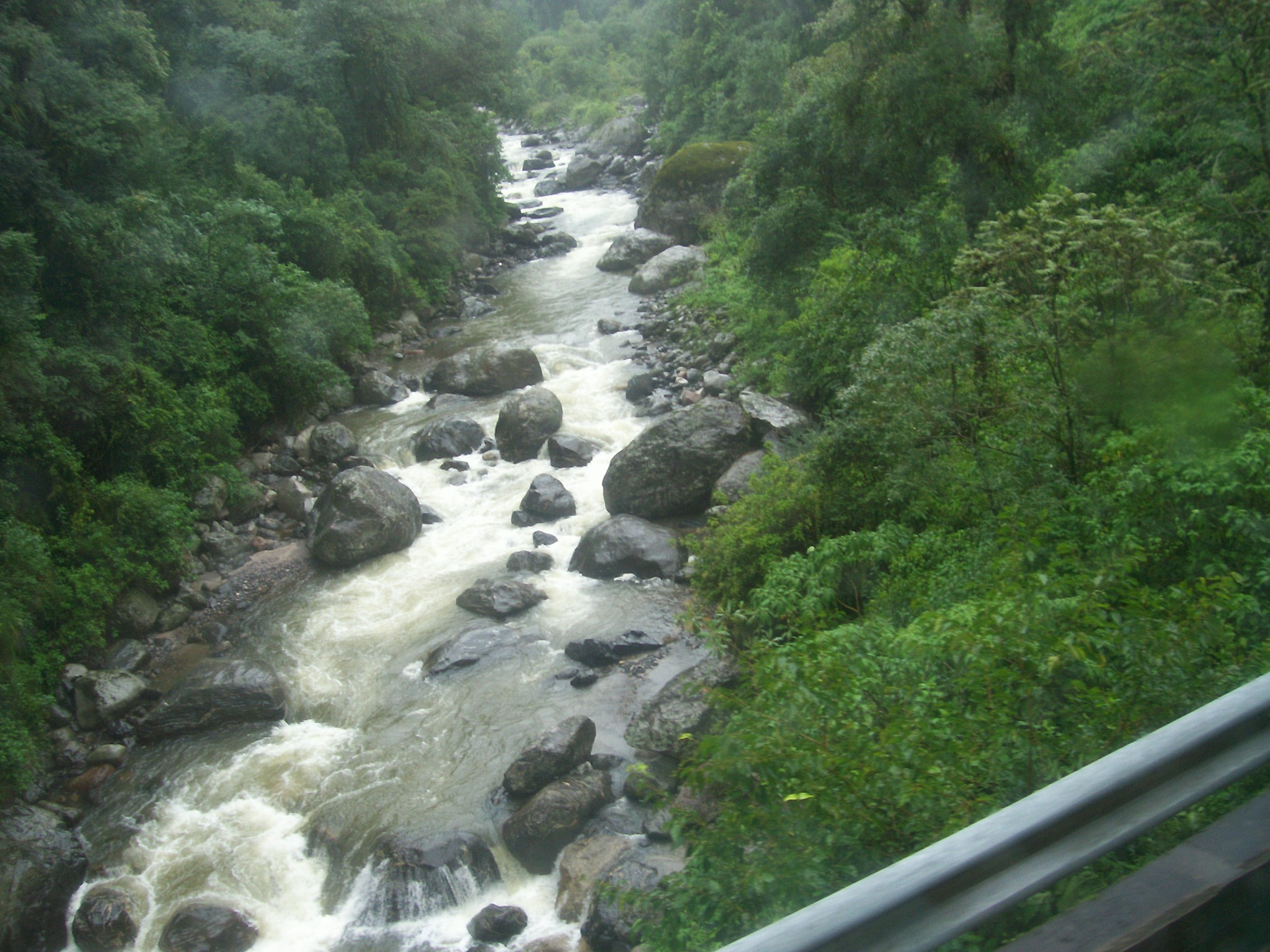
Le río Los Sosa au milieu de la quebrada qui porte son nom.

La quebrada de Los Sosa est une dépression formée par le río (rivière) homonyme sur 30 km au milieu de la forêt tucumano-bolivienne. Situé dans le département de Monteros de la province de Tucumán, ce col fait partie de la réserve naturelle provinciale de Los Sosa. Cette formation est la voie d'accès à la vallée de Tafi.
La rivière qui donne son nom au ravin est la même que celle qui, en amont, s'appelle Tafí et qui descend de 2 000 m d'altitude à 400 m dans les plaines orientales de la province de Tucumán.

## Physiographie
La quebrada de Los Sosa est une vallée étroite et sinueuse qui monte de la plaine de Chacopampean à la vallée de Tafi, laquelle constitue géologiquement le prolongement septentrional de la Quebrada de los Sosa (ou vice-versa, selon le point de vue). La Quebrada de los Sosa est botaniquement couverte d'une dense nimbosilva (partie méridionale de la yunga argentine, appelée jusqu'à il y a quelques années Selva tucumano-oranense), tandis que la fraîche vallée de Tafí est une zone de prairies et de bosquets alpins, Plus au nord-ouest de la vallée de Tafí, après avoir passé l'Abra del Infiernillo, on atteint les vallées sèches mais néanmoins très fertiles de Calchaquí dans leur oasis irriguée, partagée par les provinces de Catamarca, Salta et Tucumán.

### Flore
La végétation présente trois caractéristiques distinctes en fonction de la hauteur d'altitude. Depuis le début du ravin jusqu'à la statue de El Indio (sculpture de l'artiste tucumain Juan Carlos Iramain), 10 km plus haut, et à 963 m d'altitude, on trouve la forêt subtropicale basale, également appelée « forêt de lauriers », car la caractéristique de cette zone est le laurier de Tucuman, un arbre feuillu qui peut atteindre 25 m de haut. Outre le laurier, on trouve des pacaráes, lapachos, tarcos, tipas, cebiles, arrayanes, nogales et cedros, entre autres espèces.
De la statue d'El Indio à l'Apeadero General Muñoz (14 km plus loin et environ 800 mètres plus haut), le paysage devient une jungle subtropicale de myrtacées (en raison de la prédominance de cette famille de plantes) comprenant l'horco molle, la pseudomate et une variété de goyave appelée falso guilli.
Dans la dernière partie du ravin, la végétation change complètement. La jungle est remplacée par une forêt d'aulnes, qui redevient une prairie verte lorsqu'elle atteint la vallée de Tafí.

### Faune
Environ 25 espèces de mammifères et 115 espèces d'oiseaux sont recensées dans la réserve, et ce nombre pourrait augmenter grâce à des recherches plus approfondies. La zone est incluse dans la liste des AICA d'Argentine en raison de sa richesse ornithologique. La zone est incluse dans la liste des AICA d'Argentine en raison de sa richesse ornithologique. Plusieurs espèces menacées et endémiques, telles que l'onoré fascié et la merle noir, se distinguent. Les observations de la merganette des torrents et du gravelot à poitrine jaune sont fréquentes.
On a enregistré la présence de la conure mitrée, de la pénélope yacouhou, du martinet des Andes, de l'érione à front bleu, de l'ariane à ventre blanc, du pic à dos crème, du cardinal à dos noir, parmi beaucoup d'autres, qui ont été photographiés et parfois gravés.